# فرانشيسكو ساندازا
فرانشيسكو ساندازا (بالإسبانية: Francisco Sandaza)‏، لاعب كرة قدم إسباني يلعب حالياً في نادي جيرونا .
لعب في عدة أندية إسبانية أبرزها نادي جيرونا و أعاره نادي جيرونا إلى النادي الأهلي القطري في عام 2017 .
له تجارب خارجية في نادي رينجرز السكوتلندي و نادي طوكيو الياباني .

## روابط خارجية
- فرانشيسكو ساندازا على موقع رابطة كرة القدم اليابانية للمحترفين (اليابانية)
- فرانشيسكو ساندازا على موقع قاعدة بيانات كرة القدم.إي يو (الإنجليزية)
- فرانشيسكو ساندازا على موقع ليكيب (الفرنسية)
- فرانشيسكو ساندازا على موقع Soccerbase.com (لاعب) (الإنجليزية)
- فرانشيسكو ساندازا على موقع Soccerway.com (الإنجليزية)
- فرانشيسكو ساندازا على موقع عالم كرة القدم.نت (الإنجليزية)
- فرانشيسكو ساندازا على موقع AS.com (الإسبانية)